# Laguna Verde (Cile)
Laguna Verde è un lago salato, situato sulla parte cilena della cordigliera delle Ande, nella Regione di Atacama, presso il Paso de San Francisco. Il vulcano Ojos del Salado (il più alto al mondo) ne delimita i confini meridionali del bacino.
Il lago è circondato, oltre al suddetto vulcano, da altre montagne, tra cui Cerro El Muerto, Incahuasi, Falso Azufre, Peña Blanca, Barrancas Blancas, El Ermitaño e Vicuñas.